# Melicope oahuensis
Melicope oahuensis är en vinruteväxtart som först beskrevs av Léveill&é, och fick sitt nu gällande namn av Thomas Gordon Hartley och Benjamin Clemens Masterman Stone. Melicope oahuensis ingår i släktet Melicope och familjen vinruteväxter. Inga underarter finns listade i Catalogue of Life.